# Nordic Light

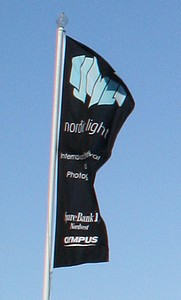
Прапор фестивалю

Nordic Light — міжнародний фестиваль фотографії, який щоліта проводиться в норвезькому місті Крістіансунд. Фестиваль був заснований в 2006 році і з тих пір став одним з найважливіших фотофестивалів Європи. Фестиваль приваблює безліч важливих фотографів з усього світу, таких як Мартін Парр, Джеймс Нахтвей та Брюс Гілден. Найбільшим був фестиваль 2011 року.
У 2015 році фестиваль проводиться з 21 по 25 квітня.